# ニュージーランドの映画
この項ではニュージーランド映画について述べる。

## 歴史

### 初期
ニュージーランドで初めて映画が上映されたのは、1896年10月13日、オークランドのオペラハウスでのことである。初めてカラー作品は1911年のクリスマス・イブで上映された。
ニュージーランド初の映画監督はアルフレッド・ホワイトハウスである。彼は1898年から1900年代中頃まで映画製作に携わった。現存するニュージーランド最古の映画は、1900年にホワイトハウスが撮影した『The Departure of the Second Contingent for the Boer War』である。
ニュージーランド初の長編映画は1914年の『Hinemoa』で、8月1日にオークランドで公開された。

### 1960年代まで
1920年代から1960年代まで、ニュージーランドの映画産業はごく小規模なものであった。1920年代と1930年代、映画監督のRudall Haywardはニュージーランドをテーマにした多くの作品を製作。1925年の『Rewi's Last Stand』は、現在では一部分しか残っていない。インデペンデント映画監督のジョン・オシェアは1940年から1970年まで活躍した。彼の製作会社パシフィック・フィルムス(Pacific Films)は多くの短編と3本の長編映画を製作した。
この時期、多くのニュージーランド映画はドキュメンタリー作品であった。政府が設立したNational Film Unitは短編映画、ドキュメンタリー映画、宣伝資料などをプロデュースし、特に1970年に大阪で開かれた日本万国博覧会のために製作された『This is New Zealand』は、ニュージーランドでは劇場公開もされた。

### 1970年代から80年代
1970年代、ニュージーランドの映画産業の振興を目的に、政府によりニュージーランド・フィルム・コミッション(New Zealand Film Commission)が設立された。これにより多くの映画が製作されるようになり、ニュージーランド映画界の復興がはじまった。
初めてアメリカで公開されたニュージーランド映画は1977年のロジャー・ドナルドソン監督の『テロリストたちの夜/自由への挽歌』である。ポリティカル・アクション・スリラーとも呼べるこの作品は、全体主義国家が構成させる中、一人の男がゲリラ戦を繰り広げるといった内容で、本国でヒットした。また、この作品はサム・ニールの出世作ともなった。
1981年、3本のニュージーランド映画が公開された。1つはジェフ・マーフィーの『明日なき疾走』、そしてマイケル・ブラックの『Pictures』、ロジャー・ドナルドソンの『スマッシュ・パレス-孤独な暴走-』である。特に『明日なき疾走』は大ヒットし、ニュージーランドでNZ$1.5 million の興行成績をあげ、監督のジェフ・マーフィーはハリウッドに招かれた。
『明日なき疾走』の成功により、ニュージーランド人がニュージーランドに関する作品で成功出来ることが証明された。ハリウッドに引き抜かれる前、マーフィーはブルーノ・ローレンス主演で、1860年代の陸上戦をテーマにした『UTU(ウツ)/復讐』(1983)と、SF映画『クワイエット・アース』(1985)を監督した。また、1987年にはバリー・バークレイが『ナッティ』をヒットさせた。『ナッティ』はマオリ人の監督・脚本家によって製作された作品で、世界的に見ても初の原住民族による映画となった。

### 1990年代以降 - 国際的な成功
1993年、ジェーン・カンピオンの『ピアノ・レッスン』が4つのオスカーを受賞して以来、ニュージーランド映画は国際的にも認められるようになってきた。他にもこの時期、ピーター・ジャクソンの『乙女の祈り』(1994)やリー・タマホリの『ワンス・ウォリアーズ』は高い評価を得た。『ピアノ・レッスン』と『乙女の祈り』は、ニュージーランド映画と言っても、一部もしくはすべてが外国資本で、ニュージーランド人ではない俳優( ホリー・ハンター、ハーヴェイ・カイテル、ケイト・ウィンスレット)が出演していた。
しかし、ニュージーランド映画の国際的な成功をもってしても、ニュージーランドの才能のある映画人の流出を止めることは出来ず、前述のジェーン・カンピオンやリー・タマホリ、『ワンス・ウォリアーズ』に出演したテムエラ・モリソンやクリフ・カーティス、『ピアノ・レッスン』に出演したカナダ生まれのアンナ・パキンなどはアメリカに活動の場を移している。
例外的なのはピーター・ジャクソンである。彼は現在でもニュージーランドをベースに活動している。ジャクソンは低予算ホラー映画『バッド・テイスト』(1987)でキャリアをスタートさせ、ハリウッドでもその才能を認められ、『ロード・オブ・ザ・リング』3部作を監督した。この作品はほぼアメリカ資本の映画であり(ニュージーランド政府やジャクソン自身の製作会社Wingnut Filmsも資金を提供している)、出演者は各国から集められているが、ジャクソンはこの作品を、ニュージーランド人スタッフと共にニュージーランドで撮影し、ニュージーランドの映画産業に大きな貢献をしたことにもなった。
『ロード・オブ・ザ・リング』の成功により、多くのハリウッド映画がニュージーランドで製作されるようになった。撮影自体だけでなく、その後の編集作業や特殊効果なども行われている。『ラスト サムライ』（2003年）、『キングコング』（2005年）、『ナルニア国物語/第1章: ライオンと魔女』（2005年）などはニュージーランドで製作された。
しかしながら、そういった国際的なプロダクションによる雇用には不利な点もあると指摘するむきもある。ある映画製作者は近年、比較的低予算の映画を製作する際、カメラマンを雇うのが非常に難しいと語った。何故なら、カメラマン達は高収入に慣れてしまったから、としている。他の映画製作者は反対の事を言っており、1980年代をピークとして多くの映画製作者たちの賃金はかなり押し下げられていると語った。もう1つの不利な点としては、多額の予算のかかる国際的な作品のためにニュージーランドの基金の大半が使われてしまい、地元での製作にお金が廻らないという点もある。
それでも、地元で製作された『In My Father's Den』や『世界最速のインディアン』といった作品はニュージーランドでヒットした。特に『世界最速のインディアン』はそれまで『ワンス・ウォリアーズ』が持っていた記録を破り、$6.5 million 以上の売り上げを上げた。
近年、ピーター・ジャクソンの"帝国"の拡張は目覚しく、今後彼が監督もしくはプロデュースする作品には『ラブリーボーン』(アリス・シーボルド原作)、『Halo』(ビデオゲームHALOの映画化)、『Dambusters』(1954年の『暁の出撃』のリメイク)、ファンタジー・シリーズの『テメレア戦記』などがある。また、ジェームズ・キャメロンのSF映画『アバター』、2007年夏のディズニーによるファンタジー映画『ウォーター・ホース』もピーター・ジャクソンのウェリントンスタジオで製作され、特殊効果はWETAデジタルが手がけている。